# Friedrich Göppert
Friedrich Göppert (* 25. Oktober 1870 in Kattowitz; † 9. Februar 1927 in Berlin) war ein deutscher Kinderarzt und Hochschullehrer.

## Leben und Wirken
Friedrich Göppert studierte Medizin an den Universitäten Heidelberg und Berlin. 1896 erlangte Göppert die Promotion zum Dr. med. an der Universität Breslau. Anschließend war er Assistent an den Kinderkliniken in Breslau und Berlin. Von 1900 bis 1909 wirkte er als Kinderarzt in Kattowitz. Im Jahr 1909 wurde er zum außerordentlichen Professor für Kinderheilkunde in Göttingen berufen. 1919 wurde er dort ordentlicher Professor bis zu seinem Tod 1927.
Er war der Vater der Physikerin und Nobelpreisträgerin Maria Goeppert-Mayer.

## Veröffentlichungen (Auswahl)
- Grundlegende Studien über die Genickstarre anlässlich der Erforschung der in Oberschlesien herrschenden Epidemie. 1905.
- Die Nasen-, Hals- und Ohrenkrankheiten des Kindes in der täglichen Praxis. 1914.
- Prophylaxe und Therapie der Kinderkrankheiten. 1920.
- Diphtherie. 1925 (= Bergmanns Handbuch. Band 1).